# Sauris othnia
Sauris othnia är en fjärilsart som beskrevs av Louis Beethoven Prout 1958. Sauris othnia ingår i släktet Sauris och familjen mätare. Inga underarter finns listade.